# Фондола (Казерта)
Фондола је насеље у Италији у округу Казерта, региону Кампанија.
Према процени из 2011. у насељу је живело 64 становника. Насеље се налази на надморској висини од 342 м.